# Простір Мінковського

«Світовий конус», або діаграма Мінковського

Простір Мінковського — чотиривимірний псевдоевклідів простір сигнатури {\displaystyle (1,\;3)}, запропонований Германом Мінковським в 1908 як геометрична інтерпретація простору-часу для спеціальної теорії відносності.
Кожній події відповідає точка простору Мінковського (світова точка), в лоренцових (або галілеєвих) координатах, три координати якої являють собою декартові координати тривимірного евклідового простору, а четверта — координату {\displaystyle ct}, де {\displaystyle c} — швидкість світла, {\displaystyle t} — час події. Сукупність світових точок, які описують рух частинки (матеріальної точки) у часі, називається світовою лінією. 
Зв'язок між просторовими відстанями та проміжками часу, що розділяють події, характеризується квадратом інтервалу:
{\displaystyle ~s^{2}=c^{2}(t_{1}-t_{0})^{2}-(x_{1}-x_{0})^{2}-(y_{1}-y_{0})^{2}-(z_{1}-z_{0})^{2}.}
Інтервал у просторі Мінковського грає роль, аналогічну відстані в евклідовому просторі. Він інваріантний: при заміні однієї інерційної системи відліку іншою інтервал залишається незмінним; так само, як в евклідовому просторі відстань інваріантна при ізометріях: поворотах, віддзеркаленнях і зсувах координат. Обертання (повороти) у просторі Мінковського визначаються перетвореннями Лоренца.
В інерційній системі відліку матриця метричного тензора простору Мінковського має вигляд 
{\displaystyle {\hat {g}}=\left({\begin{matrix}1&0&0&0\\0&-1&0&0\\0&0&-1&0\\0&0&0&-1\end{matrix}}\right)}.